# Jezioro Wielkie (Ostroróg)
Jezioro Wielkie – jezioro w woj. wielkopolskim, w powiecie szamotulskim, w gminie Ostroróg, leżące na terenie Pojezierza Poznańskiego.

## Przyroda
W 2000 roku, u podnóża stromej skarpy pokrytej zadrzewieniami, przy południowym brzegu akwenu, odkryto stanowisko storczyka, kruszczyka szerokolistnego

## Dane morfometryczne
Długość jeziora wynosi około 1,25 kilometra, szerokość około 450 metrów, głębokość około 1,8 metra. Jezioro posiada dopływ z pobliskiego jeziora Mormin.
Powierzchnia zwierciadła wody według różnych źródeł wynosi od 33,5 ha przez 33,6 ha do 49 ha.
Zwierciadło wody położone jest na wysokości 67,6 m n.p.m. lub 67,3 m n.p.m. Średnia głębokość jeziora wynosi 1,0 m, natomiast głębokość maksymalna 2,4 m.

## Hydronimia
Według spisu opracowanego przez Komisję Nazw Miejscowości i Obiektów Fizjograficznych (KNMiOF) nazwa tego jeziora to Jezioro Wielkie. W różnych publikacjach jezioro to występuje pod nazwą Ostrorogskie lub Żabno. Dane z państwowego rejestru nazw geograficznych podają jako oboczną nazwę tego jeziora jedynie: Jezioro Ostroroskie.